# Rachispoda limosa
Rachispoda limosa är en tvåvingeart som först beskrevs av Carl Fredrik Fallén 1820.  Rachispoda limosa ingår i släktet Rachispoda, och familjen hoppflugor. Arten är reproducerande i Sverige.